# Consoles de jeux vidéo de quatrième génération
Dans l'histoire des consoles de jeux vidéo, la quatrième génération représente l'ère des consoles 16 bits.
Cette ère est dominée par la rivalité Nintendo/Sega avec leurs consoles respectives, la Super Nintendo et la Mega Drive (Genesis en Amérique du Nord), ce qui fait de cette ère une des plus intenses au niveau de la compétition commerciale. La PC-Engine en fait aussi partie, mais même si elle connaît le succès au Japon, elle se vend mal en Amérique du Nord, tout le contraire de la Mega Drive. La PC-Engine n'est pas (ou très peu, voire trop tard) commercialisée en Europe. On peut aussi y intégrer la Super A'Can, console exclusive à Taïwan. Cette génération commence en 1987 et se termine en 2004 avec la fin de la Neo-Geo.

## Le commencement
La PC-Engine de NEC sort en octobre 1987 au Japon, la Mega Drive de Sega sort le même mois de l'année suivante. Aux États-Unis d'Amérique, la Mega Drive est lancée en même temps que la PC-Engine, juste avant Noël 1989. Ces deux consoles voient leur ventes s'accélérer rapidement, bien que Nintendo occupe auparavant 90 % des ventes avec sa NES. Cela prouva la maturité du marché pour les nouvelles technologies. Au fil du temps, les ventes de la Mega Drive dépassent celles de la PC-Engine, moins fournie au niveau des jeux.
En 1991, Sega sort Sonic the Hedgehog, en réponse à la sortie imminente de la nouvelle console de Nintendo, la Super NES (ou Super Nintendo). Les publicités de Sega durant l'été 91 soulignent la vitesse de leur nouvelle mascotte, Sonic. En fin d'année, Nintendo lance la Super Nintendo pour concurrencer la Mega Drive. Elle est vendue avec Super Mario World, un nouveau jeu de la franchise Mario. C'est le début d'une guerre farouche entre consoles 16 bits.
Un constructeur est à mettre à part. SNK sort la console la plus chère du moment. Fabricant de bornes d'arcade, il propose aux particuliers d'acquérir une console 16 bits aux performances exceptionnelles pour 4990 francs français : la Neo-Geo AES. Cette console est certainement la première à être disponible en location. Vitrine technologique, SNK en produit surtout des versions arcade. Des bornes d'arcade que l'on trouve toujours dix ans plus tard.

## Sega contre Nintendo
Sega et Nintendo luttent au coude à coude pour gagner des parts de marché. Sega mise sur une campagne de publicité agressive. Sa mascotte Sonic, censée être plus cool que Mario, est son premier argument. Elle a un autre argument, la Mega Drive est plus puissante technologiquement sur un point par rapport à la Super Nintendo. L'argument est vrai, mais la Super NES se rattrape sur d'autres éléments, ce qui n'est pas dit dans la campagne de publicité bien sûr. Cette démonstration de puissance de la Mega Drive est appelée Blast processing par Sega. Les slogans sont ciblés, tels que « Genesis does what Nintendon't » (qui veut dire « La Mega Drive fait ce que Nintendo ne fait pas. ») ou encore le « Sega scream » (le « cri de Sega »). De même, la campagne de pub française montrait différents jouets de l'enfance (poupée, robot, etc.) violemment détruits par la Mega Drive, suivi du slogan : « Sega, c'est plus fort que toi ! »
Nintendo contre-attaque avec des jeux tels que The Legend of Zelda: A Link to the Past qui inaugure des scénarios poussés, Star Wing qui utilise de la 3D, Super Metroid, des jeux de la franchise Mario, plus tard Donkey Kong Country, et bien d'autres pour la Super Nintendo et la Game Boy. Sega lance Sonic the Hedgehog 2 en 1992 lors d'une énorme campagne publicitaire pour l'occasion. Moins d'un an plus tard, Nintendo lance Super Mario All-Stars, une compilation des jeux de la série Super Mario Bros. sortis sur la NES et la Famicom, améliorés principalement au niveau des graphismes.
NEC promeut la PC-Engine à l'aide de sa mascotte Bonk. Cet homme des cavernes est utilisé dans la plupart des publicités de 1990 à 1994. La console se vend bien au départ, particulièrement dans les grandes villes des États-Unis d'Amérique mais elle est difficile à trouver dans les villes moins importantes. Elle se vend mieux au Japon, portée par la popularité de ses jeux, disponibles sur le nouveau format de l'époque, le CD-ROM.
Quand la série des Mortal Kombat touche les consoles, Nintendo décide de censurer le sang, alors que Sega le garde dans le jeu, autorisant les joueurs à y accéder via un code spécial. Nintendo a longtemps eu une politique de censure, mais désormais Sega commence à positionner la Mega Drive comme une console destinée à un public mature, désirant donner aux joueurs un contenu que Nintendo considère comme inadapté pour une partie des membres de la famille. Le risque que prend Sega paye, sa version de Mortal Kombat est généralement mieux considérée par la presse vidéoludique. À cause de cela, Nintendo reconsidère sa position, et lorsque Mortal Kombat II est porté sur la console, toute la violence est intacte. Beaucoup de joueurs (surtout les plus jeunes) se déclarent fans exclusifs de Nintendo ou de Sega. Même les magazines alimentent le conflit en critiquant vertement les consoles et les jeux du concurrent de leur favori.
En 1994, la PC-Engine et sa combinaison avec un lecteur CD appelée la Turbo Duo est arrêtée d'être fabriquée en Amérique du Nord, bien qu'un petit nombre de jeux continuent à être vendus. NEC lance la PC-FX la même année au Japon, et prévoit un lancement en Amérique mais le marché est déjà saturé de consoles, avec notamment la 3DO beaucoup plus puissante, et la Jaguar. La sortie est donc annulée.
C'est également à cette époque que se passe la première bataille au niveau des consoles portables. Nintendo sort la Game Boy, console portable sans rétro éclairage. Son succès est immédiat ! Sega réplique, en sortant une version portable de sa Master System, la Game Gear. Sortie avant la GameGear, à l'époque où Sega domine le marché des consoles de salon, et pour un prix bien inférieur à son concurrent, la Game Boy devient un véritable phénomène de société. Énormément aidée par l'originalité du jeu livré avec la console, Tetris. C'est également la première console jouable en réseau.

## Les périphériques

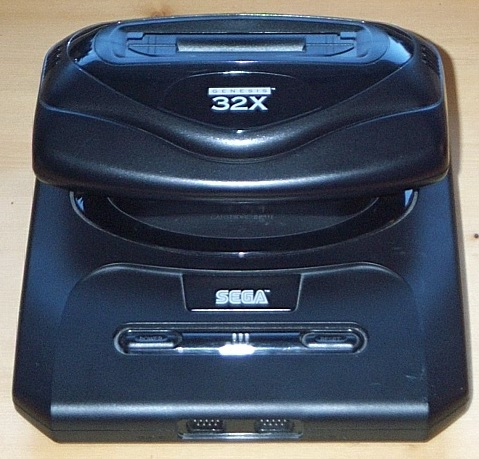
La 32X

Nintendo, NEC et Sega sont également en concurrence sur les périphériques de leur console. NEC est le premier à proposer un lecteur CD pour la PC-Engine en 1990. Mis en vente à 499,99 $ à sa sortie, il n'est pas très prisé, mais est responsable en grande partie de la réussite de la console au Japon. Sega fait deux essais : le Mega-CD et la 32X, aucun d'entre eux ne connaît le succès. Le Mega-CD est ralenti par son prix élevé (300 $ à sa sortie), et un faible nombre de jeux disponibles. Plusieurs problèmes font face à la 32X, techniquement et commercialement. Le périphérique ne fonctionne pas parfois avec certaines consoles, certains points de vente ne sont pas capables de fournir la demande, ce qui entraîne des pénuries. Nintendo a plus de réussite avec son Satellaview qui permet d'obtenir des jeux via l'antenne télévision, ainsi qu'avec la Super Game Boy, une cartouche pour la Super Nes qui permet de faire marcher les jeux Game Boy, et donc les voir sur une télévision.
Nintendo en travaillant avec Sony, a également des plans pour créer un lecteur CD-ROM pour sa Super NES, mais finalement décide d'arrêter le projet en faveur du système CD-i en partenariat avec Philips. Le projet avec Sony étant annulé, Sony se retrouve avec un stock important de CD-ROM et décide de le transformer en une console indépendante basée sur le lecteur CD. Ils embauchent Ken Kutaragi, un ingénieur du son qui s'était occupé de la Super NES, et nomment cette nouvelle console la PlayStation. Quelques années plus tard, la PlayStation concurrençant le système CD-i, Philips arrête les ventes de son produit, en 1998.

## Les importations européennes

vert clair : NTSC
jaune : PAL
orange : SECAM
olive : pas d'information

L'ère des consoles 16 bits est également l'ère où les européens importent les jeux les plus célèbres aux États-Unis. Les boutiques commencent à les apporter. Cette pratique est spécialement favorisée pour les jeux Super NES pour plusieurs raisons.
À cause des différences entre le système PAL (utilisé en Europe) et le NTSC (utilisé aux États-Unis et au Japon), les jeux créés pour les écrans NTSC sont ralentis de 17 % et se voient affublés de barres noires en haut et en bas de l'écran lorsqu'ils sont joués sur des écrans PAL. Un téléviseur PAL a un taux de rafraîchissement de 50 Hertz, et une résolution d'écran de 625 lignes entrelacées (576 effectives) alors qu'un téléviseur NTSC en possède 525 (480 effectives) avec un taux de rafraîchissement de 60 Hertz. Les développeurs doivent alors optimiser leurs jeux pour qu'ils répondent aux spécificités du système PAL. Cette opération prend du temps et donc de l'argent. Des compagnies avec des budgets larges et un public conquis, comme Konami, peuvent se le permettre, tandis que de nombreux petits développeurs ne le peuvent pas.
Peu de jeux vidéo de rôle sortent en Europe, à cause du nombre non négligeables de langues parlées. Ce genre de jeu vidéo possède généralement beaucoup plus de dialogues que les autres, l'un des problèmes principaux est de réussir à faire rentrer toutes les traductions dans une cartouche. Le coût des traductions est aussi problématique car prohibitif.
Les convertisseurs et les modchips, permettant de faire fonctionner les jeux étrangers, sont fréquents à cette époque. Pourtant à cause des nouvelles puces Super FX et des différentes protections contre les copies, les clients européens sont souvent forcés d'acheter de nouveaux convertisseurs ou de nouvelles modchips pour faire fonctionner correctement leurs jeux importés.
Quelques jeux populaires importés à cette époque :
- Final Fantasy IV
- Final Fantasy VI
- Secret of Mana
- Street Fighter II
- Chrono Trigger
- Super Mario RPG

## La montée des franchises
Bien que plusieurs séries de jeux vidéo voient le jour lors de la troisième génération de consoles, elles se concrétisent dans la quatrième. Metroid, The Legend of Zelda, Star Fox, F-Zero, Dragon Quest, Final Fantasy, Seiken densetsu, Sonic the Hedgehog, Front Mission, Donkey Kong, Street Fighter, Mortal Kombat, et bien d'autres voient certains de leurs principaux titres dans cette période.
- Super Metroid sorti en 1994 sur la Super NES, est le troisième de la série Metroid. C'est lui (avec le graphisme détaillé de l'héroïne) qui cimente le succès de la série.
- The Legend of Zelda: A Link to the Past est encore plus apprécié que ses prédécesseurs. C'est l'un des premiers jeux d'aventure sur la Super NES. Certains éléments de son gameplay sont encore utilisés dix ans plus tard.
- Malgré le fait qu'aucun Dragon Quest n'est publié hors du Japon dans cette période, c'est la série la plus vendue là-bas.
- Star Wing est le premier jeu à utiliser la puce Super FX en 1993. Il amorce le début de sa série.
- F-Zero, sorti en 1991, est un jeu de course de vaisseaux spatiaux. Ce jeu incroyablement rapide, influencera plus tard la série WipEout ainsi que F-Zero X, F-Zero: Maximum Velocity, F-Zero AX / F-Zero GX et F-Zero: GP Legend.
- Malgré des sorties irrégulières - seulement deux des quatre Final Fantasy produits au Japon sortent en Amérique du Nord - la série Final Fantasy voit sa popularité croître.
- La série Seiken densetsu est introduite en Europe et en Amérique du Nord sous le titre Secret of Mana qui est en fait le deuxième épisode de la série.
- Street Fighter II lance un engouement pour le genre des jeux de combats et d'innombrables imitations.

Cherchant à suivre l'exemple des titres précédemment cités, de nombreuses franchises sont nées à cette époque, la plupart n'ont pas eu les résultats escomptés.

## Comparaisons
|                       | NEC PC Engine/TurboGrafx-16 | Mega Drive/Genesis | Neo-Geo AES | Super Famicom/Super Nintendo | CD-i                                             |
| --------------------- | --- | --- | --- | --- | ------------------------------------------------ |
| Console               | | | | |                                                  |
| Prix au lancement     | 1 800 francs (ou 249,99 $) | 1 900 francs (ou 190,00 $) | 4 000 francs (ou 649,99 $) | 1 300 francs (ou 199,99 $) | 700,00 $                                         |
| Prix réévalués *      | 420 € | 429 € | 904 € | 278 € |                                                  |
| Ventes                | 11 millions | 40,70 millions | 1 million | 49,10 millions | 567 000                                          |
| Dates de sorties      | JAP : 30 octobre 1987 USA : 1er septembre 1989 EUR : 1990 | JAP : 29 octobre 1988 USA : 15 septembre 1989 EUR : 30 novembre 1990                                                                                        | JAP : 26 avril 1990 USA : Juillet 1991 | JAP : 21 novembre 1990 USA : 13 août 1991 EUR : 11 avril 1992 | 1991                                             |
| Fin de production     | 1994 | 1997 (INT) 1999 (AN) | 19 octobre 2004 | Septembre 2003 | 1998                                             |
| Résolution de l'image | 512 couleurs - 256×224 - 256x240 - 282×242 - 320×256 - 336x240 - 377×242 - 512x240 - 565×242 | 512 couleurs - 256×224 - 256×240 - 320×224 - 320×240 | 65 536 couleurs - 320x224 | 32 768 couleurs - de 256×224 à 512×448 | 16 millions de couleurs - 384x280 - 768x560      |
| Média                 | HuCard & CD-ROM (add-on) | Cartouche & CD-ROM (32X and Sega CD add-ons) | Cartouche | Cartouche | CD-i, Audio CD, CD+G, Karaoke CD, VCD, CD Bridge |
| Connectivité          | Non | - Sega Meganet : jeux en ligne - Mega Anser : banque en ligne - Sega Channel : téléchargement de jeux, de démos de jeux et de codes - XBAND : jeux en ligne | Non | - Satellaview : téléchargement de jeux, de codes et d'informations - XBAND : jeux en ligne | Non                                              |
| Rétrocompatibilité    | Non | Sega Master System (nécessite le Master System Converter)                                                                                                   | Non | Game Boy (nécessite Super Game Boy) | Non                                              |
| Accessoires           | - TurboGrafx-CD - TurboTap - TurboStick - Super System Card - TurboBooster - TurboBooster Plus | - Mega-CD - 32X - souris - Sega Menacer - Power Base Converter - Sega Activator                                                                             | - Neo Geo Controller Pro - Neo Geo Memory Card | - Super Scope - Multitap - Super Game Boy - Souris - Satellaview (uniquement au Japon) |                                                  |
| Processeur central    | 7,16 MHz 8 bits HuC6280 (custom d'un MOS 65c02) | 7,6 MHz 16 bits Motorola 68000 | 12 MHz 16 bits Motorola 68000 | 3,58 MHz 2,68 MHz ou 1,79 MHz (réglable) 16 bits 65C816 | 15,5 MHz 16 bits 68070 CISC (cœur d'un 68000)    |
| Processeur graphique  | - HuC6260 (VCE) 16 bits : Video Color Encoder, contient les données des palettes (tiles, sprites), défini la fréquence de fonctionnement du VDC de la console (dot clock), fournit le signal vidéo de sortie. Cette puce n'est pas un GPU. - GPU : HuC6270A (VDC) 16 bits. | - | - | PPU (Picture Processing Unit) 16 bits | -                                                |
| Processeur Sonore     | - 6 voies PCM programmables stéréo, chaque voix contient un buffer de 32 octets pour les samples. Samples sur 5 bits non signés. - possibilité de faire 1 voix FM (voix 1 et 2). - possibilité de 2 voix white noise (voix 5 et 6). - possibilité de faire du DDA (mode Direct Digital Audio) pour lire des samples de plus de 32 octets directement, sans passer par le mixer (ex :Digits de SF2), sur les 6 voix avec volume et paning hardware. | - Zilog Z80A (4 MHz) - YM2612 - (8MHz) | - Zilog Z80A (4 MHz) - YM2610 - (8 MHz) - 3 voies PSG - 4 voies FM - 7 voies PCM - 1 voie ADPCM 4 bits de 1,8 à 44 kHz - 6 voies ADPCM 4 bits à 18 kHz | - Processeurs audio : Sony SPC700 8 bits, S-SMP 16 bits 32 kHz, S-DSP 16 bits 32 kHz, 2a03 (65c816). - Son : 16 bits, 16 voies, compression ADPCM. - S-SMP : synthétiseur musical, - 8 voies sonore ADPCM 16 bits à 32 kHz, - polyphonie de 8 notes simultanément par voie. - S-DSP : processeur sonore d'environnement - 3 voies ADPCM 16 bits à 32 kHz - 2A03 : processeur "PSG" 5 voies - 2 voix de forme d'onde "square" - 1 voix de forme d'onde "triangle" - 1 voix FM (delta PCM) - Effets acoustiques : chorus, réverbération, vibrato. | -                                                |
| Mémoire               | - Mémoire Principale : 8 kB - Mémoire Vidéo : 64 kB | - Mémoire Principale : 64 kB - Mémoire Vidéo : 64 kB | - Mémoire Principale : 64 kB - Mémoire Vidéo : 74 kB - Mémoire Audio : 2 kB                                                                            | - Mémoire Principale : 128 kB - Mémoire Vidéo : 64 kB - Mémoire Audio : 64 kB | Mémoire Principale : 1,5 MB                      |

* Prix au lancement réévalués en prenant en compte les taux d'inflations de l'INSEE